# Flagge von Dnipro
Die Flagge von Dnipro ist ein offizielles Symbol der Stadt Dnipro.

## Beschreibung
Die Stadtflagge zeigt das zentrierte große Stadtwappen von Dnipro auf weißem Hintergrund mit darunter befindlichem blauem Heroldsbild des Flusses Dnepr.

## Geschichte
Nachdem der Stadtrat am 6. September 2001 ein offizielles Wappen bestimmt hat tauchte bald eine erste Darstellung des großen Stadtwappens auf einer Flagge mit blauem Hintergrund auf. Dieses änderte sich zweimal, die letzte Version zeigt das kleine Stadtwappen auf weißem Hintergrund mit darunter liegendem blauem Heroldsbild des Flusses Dnepr, gleich der aktuellen Stadtflagge.
Die aktuelle Stadtflagge wurde auf Beschluss des Stadtrates vom 18. April 2012 in einem Wettbewerb ermittelt. Der Wettbewerb fand in zwei Abschnitten statt, im ersten wurden von allen eingereichten Entwürfen die besten zehn ermittelt und im zweiten Schritt wurde am 5. Dezember 2012 der Sieger bekanntgeben.

inoffizielle Flaggen
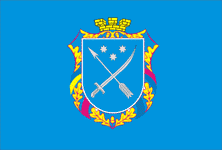
Der 2001 aufgetauchte erste Entwurf einer Stadtflagge.
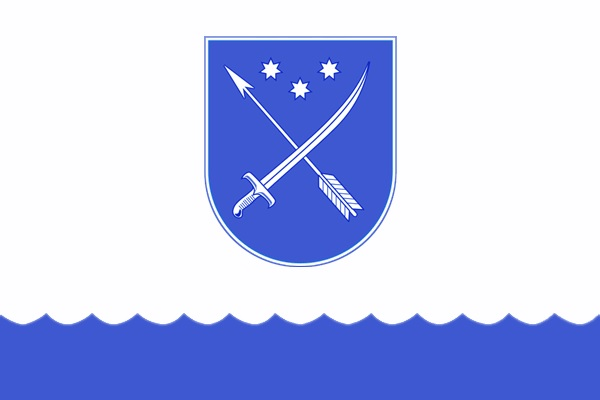
Die letzte Version der inoffiziellen Flagge, bis zum Dezember 2012.